# Héctor Estrada Cano
Héctor Estrada Cano (Medellín, 17 de octubre de 1958) es un entrenador colombiano de fútbol. Es Tecnólogo en Educación Física del Politécnico Colombiano Jaime Isaza Cadavid y Licenciado en Educación Física de la Universidad de Antioquia.
Destacado por ser uno de los Directores Técnicos con más ascensos en la segunda división del Fútbol Profesional Colombiano. Se caracteriza por darle protagonismo a los jugadores jóvenes, como fue el caso de Alianza Petrolera, equipo en el cual el técnico paisa apostó por jugadores entre los 18 y 21 años de edad y consiguió el triunfo en el torneo ascenso del 2012. Para el 2014 sería el turno de Jaguares de Córdoba de alcanzar la primera categoría, dirigidos por Estrada.

## Palmarés

### Trayectoria profesional
| Categoría                     | Club deportivo                   | País/Ciudad                     | Año       | Cargo | Títulos |
| ----------------------------- | -------------------------------- | ------------------------------- | --------- | ----- | ------- |
| Primera División de Venezuela | Aragua Fútbol Club               | Venezuela - Maracay             | 2018      | D.T   |         |
| Primera B                     | Valledupar F. C.                 | Colombia - Valledupar           | 2015      | D.T   |         |
| Primera B                     | Jaguares de Córdoba              | Colombia - Montería             | 2014      | D.T   | Campeón |
| Primera B                     | Cúcuta Deportivo                 | Colombia - Cúcuta               | 2014      | D.T   |         |
| Primera A                     | Alianza Petrolera                | Colombia - Yopal                | 2013      | D.T   |         |
| Primera B                     | Alianza Petrolera                | Colombia - Barrancabermeja      | 2011-2012 | D.T   | Campeón |
| Divisiones Menores            | Atlético Nacional de Medellín    | Colombia - Medellín             | 2008-2011 | D.T   |         |
| Primera B                     | Alianza Petrolera                | Colombia - Barrancabermeja      | 2007      | D.T   |         |
| Primera B                     | Atlético Bello                   | Colombia - Bello                | 2006      | D.T   |         |
| Divisiones Menores            | Expreso Rojo                     | Colombia - Cartagena            | 2005      | D.T   |         |
| Primera B                     | Real Cartagena                   | Colombia - Cartagena            | 2004      | D.T   |         |
| Primera B                     | Real Cartagena                   | Colombia - Cartagena            | 2003      | A.T   |         |
| Primera A                     | Club Atlético Bucaramanga        | Colombia - Bucaramanga          | 2002      | A.T   |         |
| Copa Merconorte               | Atlético Nacional de Medellín    | Colombia - Medellín             | 2000      | A.T   | Campeón |
| Divisiones Menores            | Atlético Nacional de Medellín    | Colombia - Medellín             | 1999-2000 | D.T   |         |
| Primera C                     | Los Guerreros                    | Colombia - El Carmen de Bolívar | 1988-1999 | D.T   | Campeón |
| Divisiones Menores            | Atlético Nacional de Medellín    | Colombia - Medellín             | 1995-1998 | D.T   |         |
| Primera B                     | Deportivo Industrial Itagüí      | Colombia - Itagüí               | 1994      | P.F   |         |
| Divisiones Menores            | Deportivo Independiente Medellín | Colombia - Medellín             | 1990      | P.F   |         |